# Cantó de Brest-L'Hermitage-Gouesnou
El cantó de Brest-L'Hermitage-Gouesnou (bretó Kanton Brest-An Ermitaj-Gouenoù) és una antiga divisió administrativa francesa situat al departament de Finisterre a la regió de Bretanya. Va existir de 1992 a 2015.

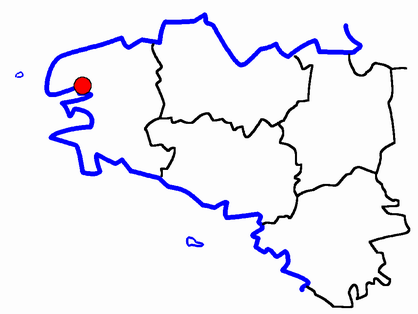
Situació del cantó

## Composició
El cantó aplega 2 comunes :
| Nom bretó        | Nom francès       | Nom gal·ló |
| Brest-Ar Ermitaj | Brest-L'Hermitage | ---        |
| Gouenoù          | Gouesnou          | ---        |

## Història
| Data d'elecció | Identitat           | Partit        | Qualitat |
| -------------- | ------------------- | ------------- | -------- |
| 1992-1998      | Jean-Yves Le Borgne | Divers droite |          |
| 1998-2011      | Jean-Paul Glémarec  | PS            |          |
| 2011-2015      | Dominique Jaffredou | PS            |          |